# 2985 Shakespeare
För andra betydelser, se Shakespeare (olika betydelser).
2985 Shakespeare eller 1983 TV1 är en asteroid i huvudbältet som upptäcktes den 12 oktober 1983 av den amerikanska astronomen Edward L.G. Bowell vid Anderson Mesa Station. Den är uppkallad efter britten William Shakespeare.
Asteroiden har en diameter på ungefär 10 kilometer och den tillhör asteroidgruppen Koronis.